# Phenacorhamdia unifasciata
Phenacorhamdia unifasciata är en fiskart som beskrevs av Britski, 1993. Phenacorhamdia unifasciata ingår i släktet Phenacorhamdia och familjen Heptapteridae. Inga underarter finns listade i Catalogue of Life.